# Daiki Matsumoto
Daiki Matsumoto (japanisch 松本 大輝 Matsumoto Daiki; * 29. Mai 1991 in der Präfektur Kumamoto) ist ein japanischer Fußballspieler.

## Karriere
Matsumoto erlernte das Fußballspielen in der Schulmannschaft der Ozu High School und der Universitätsmannschaft der Hōsei-Universität. Seinen ersten Vertrag unterschrieb er 2014 bei Ventforet Kofu. Der Verein spielte in der höchsten Liga des Landes, der J1 League. Für den Verein absolvierte er 14 Erstligaspiele. 2016 wechselte er zum Zweitligisten V-Varen Nagasaki. Für den Verein absolvierte er 14 Ligaspiele. 2017 wechselte er zum Ligakonkurrenten Tonan Maebashi.